# 八掌渓事件
八掌渓事件（はちしょうけいじけん）とは、2000年7月22日に台湾嘉義県で発生した労働災害事件である。

## 事件経過
2000年7月22日17時10分頃、嘉義県番路郷の八掌渓呉鳳橋において、経済部水利署第五河川局の派遣した作業員が河床工事の作業をしていたところ、突然の増水に8人の作業員が巻き込まれた。このうち4人は自力で脱出したものの、現場の整理をしている間に避難が遅れた4人が濁流の中に取り残された。
救助関係機関各所の連携ミス、相互の責任転嫁、さらに機材不足もあり、熱心な地元民の張永成が川に入って救助を試みたにも関わらず、メディアの全国生中継と目の前の家族が見つめる中、19時8分に4人の作業員は濁流に飲み込まれてしまった。

### 被害者
- 劉智（男性 - 嘉義県 - 42歳）
- 呉梅貴（女性 - 嘉義県 - 40歳）
- 林中和（男性 - 台南県 - 70歳）
- 楊子忠（男性 - 台南県）

### 時間経過
- 7月22日
  - 17時10分：八掌渓が増水し、作業員4人が渓床に取り残される。請負人の現場主任、郭慶申が携帯電話で通報。
  - 18時7分：中華民国軍捜救センター海鴎中隊が嘉義県消防局からの救援申請を受けたが、海鴎中隊は消防局に対して、規定により捜救センターに申請するよう依頼。
  - 18時10分：国軍捜救センターが申請を受けるが、海抜2,500m以下の捜索や救助は中華民国内政部警政署空中警察隊が責任を持つものだと返答する。
  - 18時37分：嘉義県消防局は空中警察隊台中分隊に依頼を転送。
  - 18時57分：空中警察隊は、要救助地点が嘉義県の遠方にあることから、海鴎中隊に救援を依頼。しかし海鴎中隊のヘリコプターは出発に15分かかるうえ、当日の日の入りが17時10分であるため安全出動時間を既に過ぎていた。消防局は再度空中警察隊台中分隊に取り次ぎ、台中分隊が救援に同意。
  - 19時8分：4人の作業員が流される。
- 7月23日
  - 7時：唐飛行政院長に一報が入る。
  - 12時15分：軍輝橋の下流1kmの地点で、堆積した土砂の30cm下から遺体が見つかり、林中和と確認される。
- 7月24日
  - 午前：唐飛行政院長が陳水扁総統に口頭で辞意を伝えるが、慰留される。関係者に対して処分を行う。台湾嘉義地方法院検察署が、事件の調査のため3人の検察官を派遣。
- 7月25日
  - 13時55分：永欽橋上流で劉智の遺体が発見される。
- 7月26日
  - 15時15分：呉梅貴の遺体がフォルモサ高速公路から100m下流で発見される。
  - 17時40分：楊子忠が遺体で発見される。流された4人全員が遺体で発見される結果となった。

※ 時間は全て台湾時間（UTC+8）。なお、新聞報道を参考に整理されているが、各媒体の報道に食い違いもあることから、この時間経過は正確な時間そのものを保証することはできない。あくまで参考とし、引用等を行う際には留意が必要。

### 関係者の処分
- 游錫堃行政院副院長が引責辞任
- 陳弘毅内政部消防署長が引責辞任したほか消防関係で計6人が処分
- 丁原進内政部警政署長が引責辞任したほか警察関係で計3人が処分
- 胡鎮埔中将（作戦次長）ほか国防部関係で計4人が処分
- 謝新庸消防局長ほか嘉義県関係で計7人が処分

## 事件の影響

### 政界
世論と各メディアの圧力、そして野党からの非難の下、就任して間もない陳水扁総統の支持率は急落し、陳水扁総統は謝罪を二度行った。また、行政院災害防救委員会の主任委員と行政院副院長を兼任していた游錫堃が引責辞任し、唐飛行政院長は多くの関係者の処分を行った。

### メディア
事件発生後、各メディアは作業員が流されていく映像を繰り返し放送し、全国を震撼させるとともに政府への非難を巻き起こした。しかし、メディアの過度の報道と行き過ぎたキャンペーンは、特に絶えず被害者のカットを放送したことに、学者や教育者から批判を招いた。